# Werner Wolf Glaser
Werner Wolf Glaser (Colònia, 14 d'abril de 1913 - Västerås, 29 de març de 2006) va ser un compositor, director, pianista, professor, crític musical i poeta alemany, després nacionalitzat danès i, finalment, suec.

## Vida

### Família i infància
Werner Wolf Glaser va néixer a Colònia el 13 d'abril de 1913, sent el segon fill del matrimoni format per Julie Glaser (nom de soltera Julie Wolff) i Viktor Glaser, i, per tant, germà petit del fotògraf i periodista Georg Glaser (nascut el 1908 i declarat mort després de la Segona Guerra Mundial).
Viktor Glaser, son pare, era un reputat periodista natural de la localitat de Linz am Rhein (un poble situat en l'òrbita d'influència de la ciutat de Colònia), en la qual va néixer en 1861. Va ser la seva mare, Julie Glaser, qui va introduir al futur compositor en el món de la música. Julie havia nascut el 12 d'abril de 1864, filla de Wolf Sussman Wolff (1817-1902) i de la seva tercera dona, Julia Wolff, cognom de soltera Lehmann (1837-1864, morta en el part de Julie), en Nottuln (Rin del Nord-Westfàlia).
Com tristament era habitual en la seva època, Julie Glaser representa el cas d'una dona jove, intel·ligent, i amb una carrera prometedora, que després de casar-se ha d'abandonar quasi tota la seva activitat professional per dedicar-se exclusivament al cuidat de la seva família. Julie havia estudiat comptabilitat, i fins al seu casament a 1902 havia viscut a diverses ciutats. En aquell moment s'havia establert en Amsterdam, on treballava per als "Maison de Bonneterie", uns grans magatzems que venien articles de gamma alta. A més, era una pianista talentosa que, segons el testimoni del seu fill, havia estudiat amb la mateixa Clara Schumann, de qui havia rebut una preparació de nivell suficient per a poder tocar concerts com a solista, encara que no s'ha establert amb seguretat que arribés a tocar concerts en públic.
El que sí que sabem de segur és que Julie Glaser va exercir com a professora de piano, tenint diversos alumnes, i que un d'ells va ser el petit Werner Wolf, a qui sa mare va començar a donar classes de piano ja a la primerenca edat de tres anys.
Un alumne àvid de coneixements, molt interessat en la música a partir d'aquestes primeres experiències, Werner Wolf va escriure les seves primeres peçes musicals sent encara un nen petit.

### Etapa d'estudiant
El 1929, a l'edat de 16 anys, va superar la prova d'accés a la Staatliche Hochschule für Musik und Tanz Köln, el Conservatori de Música de Colònia, on va ser admès a la classe del mestre de capella, un compositor important en aquella època, Carl Emil Theodor Ehrenberg. Al conservatori, va estudiar piano, direcció i composició. A aquesta última especialitat, va tenir com a professor principal a tota una personalitat de la música alemanya del segle xx, Philipp Jarnach.
Jarnach havia estudiat al Conservatori de París, ciutat a on va publicar les seves primeres obres, que van ser lloades per Ravel i Debussy. Més tard, va ser acollit pel que va ser el seu gran company i amic, Ferruccio Busoni, amb qui va col·laborar i de qui va ser encarregat d'acabar l'òpera Doktor Faust quan aquell va morir. Amb aquest bagatge (que s'ampliaria amb la seva important tasca com a professor i peça clau de la reorganització musical de l'Alemanya de la postguerra), Jarnach era en si mateix una institució imponent, i va ser un agent decisiu en la configuració de l'art compositiu de Glaser.
Tot i això, no va ser Jarnach la figura docent que més influència tindria en la manera d'entendre la música de Glaser. El jove compositor, no conformant-se amb els ensenyaments del Conservatori de Colònia, també va estudiar Història de l'Art en la Rheinische Friedrich-Wilhelms-Universität, i més tard completaria la seva formació a Berlín, a on va estudiar composició amb Paul Hindemith, al mateix temps que es graduava en Psicologia en la universitat d'aquesta mateixa ciutat, carrera en la qual acabaria obtenint un doctorat, i que més tard el portaria a centrar-se a desenvolupar la seva pròpia branca de la Musicoteràpia (marcada per la seva "Teràpia de l'Interval").
Si estudiar amb Jarnach va marcar profundament el jove Glaser, fer-ho amb Hindemith va suposar un fet que determinaria definitivament tot el repertori del Glaser madur. L'obra de Hindemith, i la seva manera de concebre la música, es pot trobar en qualsevol partitura signada pel que va ser el seu alumne. Glaser, no només va assumir (a la seva manera, però) el llenguatge del seu mestre, sinó que va quedar prendat de les seves idees, i les va defendre tota la vida, a través de les seves conferències, els seus llibres i les seves crítiques musicals.

### Carrera a Alemanya
El novembre de 1931, Glaser va rebre l'oportunitat d'entrar com a director en pràctiques a l'Orquestra de Chemnitz. Molt prompte, però, començaria a sofrir les conseqüències de l'èxit d'una ideologia que, per desgràcia, seria decisiva en la seva vida (i en la de milions de persones més): al febrer de 1932, perd la plaça de director en pràctiques a causa dels seus orígens jueus.
Decideix tornar, llavors, a la seva Colònia natal, a on treballa un temps com a director de cors. Tot i això, l'auge del nazisme canvia la situació del país per complet, i, davant el nomenament com a canceller d'Adolf Hitler el 30 de gener de 1933, Glaser no troba més sortida que abandonar Alemanya, partint el 9 d'abril de 1933 cap a París.

### Vida a l'Exili

#### Etapa a Dinamarca
Des de París, va emigrar a Dinamarca amb l'ajuda financera del flautista danès Johan Bentzon. Una vegada allí, es va establir en la localitat de Lyngby (seu administrativa del municipi de Lyngby-Taarbæk, a uns 13 quilòmetres Copenhaguen). Malgrat els dolors psicològics i emocionals derivats del seu dramàtic exili, els anys que Glaser va passar a Dinamarca van ser molt productius, i es va convertir en un músic d'èxit al voltant de Copenhaguen. En aquests anys Glaser va disposar d'una beca del fons per a refugiats intel·lectuals que el físic Niels Bohr tot just acabava de posar en marxa, i això va permetre al compositor escriure un gran nombre d'obres, incloent-hi tres simfonies, dos quartets de corda i sis sonates per a piano.
També van ser anys d'un gran creixement personal: a 1934, ell i la seva parella Renate Eiser (més endavant Renate Glaser), nascuda a Colònia el 1906, es van unir en matrimoni. A Copenhaguen van néixer els seus primers tres fills: Jo Svend Glaser (el 1936, es convertiria en bibliotecària), Etienne Glaser (el 1937, seria director i actor de teatre i cinema), i Per Ivan Glaser (el 1942, més tard es faria dissenyador).
A més, el 1939 va fundar, junt amb Irene Skovgaard, l'Escola de Música de Lyngby.
Durant la seva estada a Dinamarca, va fer conferències i classes de manera continuada al Conservatori de Copenhaguen.
El 1943, Glaser va obtenir la nacionalitat danesa.

#### 2a Guerra Mundial, i les seves conseqüències a la família Glaser
El 1939 esclatà la Segona Guerra Mundial, amb terribles conseqüències per a tota la família Glaser. Aquest mateix any, Viktor, Julie i Georg, pares i germà de Glaser, fan fugir d'Alemanya a l'agost, refugiant-se a Amsterdam, a on Julie tenia contactes de quan havia viscut allí.
En aquesta mateixa ciutat Viktor Glaser va morir el 4 d'octubre de 1939, als 78 anys.
El maig de 1940, els Països Baixos van ser envaïts per les tropes alemanyes. El Camp de Westerbork, que havia sigut construït l'any anterior per allotjar, precisament, refugiats alemanys, va ser adquirit per les SS, que a l'estiu de 1942 van ordenar el trasllat allí de tots els jueus residents a Amsterdam, Georg i Julie Glaser entre ells. Des d'allí, un tren va portar a Julie Glaser, el dia 11 de juny de 1943, al camp d'extermini de Sobibor. També des d'allí, un altre tren va portar Georg Glaser, un any després de la seva mare, al camp de concentració i d'exterminació d'Auschwitz-Birkenau. Tots dos van ser declarats morts després de la Guerra.
De la mateixa manera que els Països Baixos, també Dinamarca va ser envaïda per les tropes d'Alemanya el 1940, el 9 d'abril. Glaser, però, que ara era responsable de dos fills petits, va decidir no marxar, tenint en compte també que l'ocupació nazi no va ser molt opressiva al començament, per la poca resistència oferta per Dinamarca a la invasió. No obstant això, les relacions entre les autoritats i la població danesa amb els ocupants es van anar tensant a poc a poc, fins que la nit de l'1 al 2 d'octubre de 1943 la policia germana, la Gestapo, va prendre un control absolut a tot el país. Tement per les seves vides, llavors, la família Glaser sencera, inclòs el nou fill petit, que tenia a penes un any, van haver d'abandonar Dinamarca a tota velocitat, fugint amagats a dintre d'un vaixell de pescadors el 6 d'octubre del 1943. El vaixell els va portar des de Helsingør (a Dinamarca) fins a Höganäs (a Suècia). I és en aquest país a on el matrimoni Glaser passaria la resta de les seves vides.

#### Suècia
Suècia, i, en concret, la ciutat de Västerås, va ser la llar definitiva de Werner Wolf Glaser. Allí, va poder desenvolupar totes les branques de la seva activitat professional i artística, convertint-se en una personalitat d'èxit al país.
De 1944 a 1959, va ser director de la Södra Västmanlands Orkesterförbund (l'Agrupació de l'Orquestra de Västmanland Sud). A més, va contribuir enormement a l'activitat musical de la zona fundant, junt amb Ivar Andrén i Gunnar Axén, l'Escola de Música de Västerås (la Västerås Musikskola) l'any 1945, escola de la qual el mateix Glaser va ser director fins a 1975. És dintre de la seva tasca com a professor a aquesta escola que Glaser va compondre centenars d'obres de caràcter pedagògic, destinades a ser interpretades dintre del programa d'estudis.
Paral·lelament al seu treball docent i pedagògic, Glaser va demostrar la seva competència en moltes altres disciplines relacionades amb les arts.
A partir de 1950, va començar a desenvolupar la seva Teràpia de l'Interval, que donava importància al reconeixement d'intervals i al treball de l'harmonia intervàl·lica dintre de teràpies de rehabilitació, treballant a vegades amb presos. "Els intervals són les vitamines en la Musicoteràpia. Es fa, doncs, necessari dissoldre'ls en la sopa de la teràpia.", va dir en una entrevista a la publicació Neue Musikzeitung.
A propòsit d'aquests estudis psicològics, va esdevenir un orador habitual en centres d'estudi de teràpies musicals a ciutats com Viena o Heidelberg, fent conferències fins ben entrats els anys vuitanta. Com a expert en el tema, va ostentar el càrrec de President de l'Associació de Musicsoterapeutes de Suècia en diverses legislatures.
Entre els anys 1944 i 2000, també va treballar com a crític musical, escrivint diversos dies a la setmana articles amb les seves opinions al diari regional Västmanlands Läns Tidning ("Diari del Comtat de Västmanlands"). A vegades, també va col·laborar enviant al diari part de les seves col·leccions de poemes propis. En la seva vessant poètica, va publicar almenys nou llibres de poemes, a més d'una gran obra llírica, Orfeues Undergang. També va escriure personalment totes les lletres dels seus corals.
A causa de tots els seus serveis a l'escena musical sueca, el 1993 la Medalla al Mèrit de la Reial Acadèmia de Música d'Estocolm, la qual va rebre de mans del rei Carles XVI Gustau.
En el pla personal, a Suècia van néixer les seves últimes dues filles: Juliette (nascuda el 1948 en Västerås, a on va morir amb només nou anys a 1957) i Cecilia (nascuda en Köping a 1966, i convertida en violoncel·lista). El 1951, el compositor va nacionalitzar-se suec. La seva dona, Renate, va morir el 1995 a Västerås.
El dia 29 de març de 2006, Werner Wolf Glaser, gran músic oblidat per culpa del nazisme, va morir a la que va ser la ciutat de la seva vida, Västerås. El van enterrar al cementiri jueu d'Estocolm, i l'11 d'agost van fer-li un homenatge a on va sonar la seva sexta simfonia, Della Transparenza.
El saxofonista i compositor Alan Theisen va dir de Glaser: "Werner era una persona oberta i generosa, sempre amb una ment oberta i una paraula amable […] Com a saxofonista, he tingut el plaer de tocar algunes de les obres de Glaser per a l'instrument. Si tens l'oportunitat, escolta música per Glaser. Val la pena el temps.
Descansa en pau....".

## La Música de Werner Wolf Glaser
L'adjectiu que més podria definir a Werner Wolf Glaser com a compositor és prolífic: el seu catàleg d'obres originals arriba al voltant de 560 obres, d'entre les quals hi ha 13 simfonies, 14 quartets de corda, 6 òperes i una quantitat enorme de treballs per a diferents formacions de cambra, música per a ballets i obres corals. A sobre, si a això li afegim les seves obres de caràcter purament pedagògic, i les que va compondre amb objectius terapèutics, arribem a un total de pràcticament 1000 composicions originals. Això, encara, sense comptar les obres d'aprenentatge que va escriure abans de 1933, que es calcula que són unes 125.
De manera similar al seu professor Hindemith, Glaser va compondre música per a tots els instruments de la tradició clàssica i totes les formacions clàssiques, sense deixar-ne cap de costat. En particular, els seus treballs que inclouen saxòfons són interpretats molt sovint, ja que representen una de les aportacions més importants del vessant clàssic de la composició cap a aquest instrument.
La seva escriptura, com ja s'ha dit, reflexa molt la influència de la de Hindemith. El seu llenguatge és d'un caràcter tonal modernista i avançat. No pensa tant en l'element harmònic, ni és el sistema tonal qui domina a les seves peces. En canvi, ell mateix es considerava un melodista: les seves obres solen presentar una melodia que representa el material bàsic de la composició i que marcarà la forma, que ve determinada per una evolució de la línia melòdica construïda molt intuïtivament, fent ús de polirítmies i de ritmes inusuals però orgànics. Els mitjans són austers, la música sona sòbria i continguda, serena, sense molta intensitat dramàtica.

## Selecció d'obres del seu catàleg

### Orquestral
- Simfonia No. 1, op. 10 (1933–34)
- Simfonia No. 3 (1936–40)
- Trilogia per a orquestra núm. 1 (1939)
- 5 Peces per Orquestra (1940–42)
- Simfonia No. 4 (1943)
- 2 Peces Orquestrals curtes (1945)
- Preludi per a orquestra (1947)
- Simfonia No. 5 (1947–49)
- Idili, Elegia i Famfàrria per Orquestra (1954)
- Simfonia No. 6 Sinfonia breve della transparenza (1955–57)
- Concert per a orquestra núm. 2 (1957)
- Sorgmusik över en flicka per Orquestra de cordes (1957)
- Simfonia No. 7 Azione tardante (1959)
- Simfonia No. 8 Fyra dans-scener ("Quatre Escenes de Ball) (1964)
- Concert per a Violí (1964)
- Concerto per a orquestra núm. 3 Conflitti (1965–66)
- Förvandlingar ("Transformacions") per Orquestra (1966)
- Paradosso I per a Orquestra de Cordes (1967)
- 3 Dances simfòniques per Orquestra (1975)
- Simfonia No. 9 (1976)
- Adagio per Cordes Ruhe und Unruhe (1977)
- Simfonia No. 10 (1979–80)
- Trilogia per a orquestra núm. 2 (1981)
- Simfonia No. 11 (1983)
- Nigeria (1986), suite basada en esculptures nigerianes antigues
- Tema i Variacions (1987)
- Simfonia No. 13 (1990)
- Concerto per a Saxofon Baríton (1992)

### Música de Cambra
- Sonata per viola i piano (1939)
- Gamle man (1943) per veu i piano
- Dansvisa (1945) per veu i piano
- Tranquillo per violí (o flauta) i viola (1946)
- Allegro, Cadenza e Adagio per saxofon i piano (1950)
- Capriccio No.2 per viola i piano (1963)
- Duo for two violins (1966)
- Ordo Meatus (1967) per oboe d'amore
- Serioso (1969) per oboe i arpa
- Absurt divertimento (1974) per soprano i quintet de vent
- Sommar (1975) per soprano i flauta
- Sommar (Version 2, 1976) per veu i piano
- Marsch i skrattspegel (1976) per quintet de vent
- Per Sylvestrum (1977) per flauta i piano
- Fågelliv (Vie d'oiseau) (1980), tres peces per soprano i trio de cordes
- Pensieri (1981) per viola
- Fanfara per ASEA (1983) per 3 trompetes i timpani

### Banda de concert
- Concerto della Capella (1960) per a vents simfònics i piano
- Concert per a banda de concert (1966)
- Marsch i blåsväder (1974)
- Simfonia per a instruments de vent (1980)
- 3 Peces per 11 Saxofons (1981) per 2 sopranos, 4 altos, 2 tenors, 2 baríton, i 1 baix

### Coral
- Der Tod ist groß (1936) per cor mixt
- Melankolians visor Suite (1963)
- Dagen Suite (1964)
- Årskrets (1967) per cor de nens
- Vårmosaik (1968) per cor mixt i quartet de cordes

### Música d'escena
- Persefone (1960), ballet en 3 actes
- En naken kung (1971), òpera in 2 actes
- Möten (1970), òpera de cambra per cantants solistes, flauta, clarinet, i orquestra de cordes
- Les cinq pas de l'homme (1973), ballet

### Cantatas, i música religiosa
- Tystnad (1966), cantata per soprano, flauta, saxofón alt, clarinet baix, percussió, gong, violí, violoncel, i cinta
- Porten (1968), cantata d'advent per soprano i orgue
- En aftonkantat (1973), cantata per cantants solistes, dos cors mixtes, flauta, clarinet, trompa i orgue
- Meditationspsalm (1972) per veus mixtes i orgue